# Västbergslagens utbildningscentrum
Västbergslagens utbildningscentrum (VBU), är ett kommunalförbund mellan Ludvika och Smedjebackens kommuner, baserat i Ludvika, som driver gymnasie- och vuxenutbildning, utbildning för företag samt yrkeshögskola.
Västbergslagens utbildningscentrum har fyra gymnasieskolor: Högbergsskolan, Malmenskolan, Smedenskolan och Stegelbackens skola.